# Egone Jakin
Egone Jakin (Trieste, 22 ottobre 1910 – Milano, 23 maggio 1953) è stato un velista italiano.

## Biografia
Nato nel 1910 a Trieste, emigrato sul Lago di Como tra le due guerre mondiali, era soprannominato Zio Pat.
A 41 anni partecipò ai Giochi olimpici di Helsinki 1952, nel 5,5 m insieme a Giorgio Audizio e al timoniere Dario Salata sull'imbarcazione Mirtala, arrivando 10º con 2809 punti, 2618 applicando lo scarto.
Morì nel 1953, a soli 42 anni, nemmeno un anno dopo la sua partecipazione ai Giochi. 
In sua memoria si è tenuto un trofeo riservato alla classe Dinghy 12' organizzato dallo Yacht Club Como fin dagli anni Cinquanta.